# Bram Wiertz
Abraham (Bram) Wiertz (Amsterdam, 21 november 1919 - 20 oktober 2013) was een Nederlands voetballer die speelde voor DWS, FC Hilversum en BVC Amsterdam. Hij was achtvoudig international voor het Nederlands elftal.  

## Loopbaan

### Beginjaren
Hij begon met voetbal in de jeugd van DWS. Een week voor zijn achttiende verjaardag maakte hij zijn debuut in het eerste elftal. In de uitwedstrijd tegen stadgenoot Ajax op 14 november 1937 maakte hij ineens de sprong van het vierde elftal naar de hoofdmacht. Hij werd opgesteld als midvoor en scoorde het eerste doelpunt voor DWS in de derby die in 2-2 eindigde. 
Hij behield als jeugdspeler zijn basisplaats en DWS won vervolgens tien duels op rij en pakte het kampioenschap in de Eerste klasse. Bram Wiertz scoorde negen keer in twaalf duels. In de strijd om de landstitel eindigde DWS als derde en een jaar later als tweede. Want ook in het seizoen 1938/39 werd DWS kampioen. 

### Oorlogsperiode
De oorlogsjaren waren voor Wiertz, zoals voor meerdere voetballers van zijn generatie, een obstakel in hun carrière. Vijf maanden voor het uitbreken van de Tweede Wereldoorlog werd hij opgeroepen voor militaire dienst. Hij was vanaf 18 december 1939 gelegerd in de kazerne van Amersfoort. Hij verhuisde in juli 1940 naar Hilversum. Hij bleef tot februari 1941 voetballen bij DWS. Daarna ging hij spelen voor tweedeklasser FC Hilversum. Na twee jaar wilde hij terugkeren naar DWS maar een rentree was voorlopig niet mogelijk. Op 22 februari 1943 werd hij voor de Arbeitseinsatz tewerkgesteld in het Duitse Halle, in de omgeving van Leipzig. In het seizoen 1944/45 lag de voetbalcompetitie stil. 

### Terug bij DWS
Na de bevrijding in 1945 ging de nieuwe competitie pas in november 1945 van start. Want er was een tekort aan materiaal, kleding en bruikbare speelvelden. Bram Wiertz maakte na een afwezigheid van vier jaar en negen maanden zijn rentree bij DWS. 
In 1951 werd hij voor de derde keer en in 1954 voor de vierde maal districtskampioen met DWS. Ook ditmaal slaagde de Amsterdamse club er niet in het landskampioenschap te behalen. DWS werd tweede in 1951 en vierde in 1954.
In 1951 en 1952 speelde hij acht keer voor het Nederlands voetbalelftal. Waaronder de enige wedstrijd op de Olympische Zomerspelen in 1952 tegen Brazilië (5-1 verlies).

### Trainer en prof
Wiertz besloot op 34-jarige leeftijd trainer te worden. Zijn eerste club was na de zomer van 1954 derdeklasser Zaandijk. Omdat hij als trainer betaald werd, mocht hij niet meer uitkomen voor DWS. Later werd deze regeling versoepeld. Maar Wiertz besloot alleen als trainer verder te gaan. Nadat Zaandijk het kampioenschap behaalde, had Wiertz zijn handen vrij om vanaf 22 mei 1955 weer voor DWS uit te komen. Door de late start van de profcompetitie, in november 1954, kon hij de laatste acht competitieduels meespelen.

### BVC Amsterdam
Hij maakte in 1955 de overstap naar de nieuwe profclub BVC Amsterdam dat zich, in tegenstelling tot DWS, had weten de plaatsen voor de Hoofdklasse, de voorloper van de Eredivisie. Aan het einde van zijn loopbaan maakte hij het debuutseizoen van de Eredivisie mee. Na twee seizoenen bij BVC Amsterdam stopte hij definitief als speler en werd trainer in het amateurvoetbal.
Naast het voetbal werkte hij bij Bruynzeel waar hij in de jaren vijftig afdelingschef was. 
Hij was de zoon van Willem Wiertz (1897-1991) en Bernardina Herfst (1897-1985). Ten tijde van zijn overlijden op 93-jarige leeftijd in 2013 was hij de oudste nog in leven zijnde oud-international.

## Carrièrestatistieken
| Seizoen | Club                                 | Land                                 | Competitie                           | Competitie                           | Competitie                           | Beker                                | Beker                                | Internationaal                       | Internationaal                       | Overig                               | Overig                               | Totaal                               | Totaal                               |
| Seizoen | Club                                 | Land                                 | Competitie                           | Wed.                                 | Dlp.                                 | Wed.                                 | Dlp.                                 | Wed.                                 | Dlp.                                 | Wed.                                 | Dlp.                                 | Wed.                                 | Dlp.                                 |
| ------- | ------------------------------------ | ------------------------------------ | ------------------------------------ | ------------------------------------ | ------------------------------------ | ------------------------------------ | ------------------------------------ | ------------------------------------ | ------------------------------------ | ------------------------------------ | ------------------------------------ | ------------------------------------ | ------------------------------------ |
| 1937/38 | DWS                                  | Nederland                            | Eerste klasse West I                 | 12                                   | 9                                    | –                                    | 0                                    | 0                                    | 0                                    | 8                                    | 2                                    | 20                                   | 11                                   |
| 1938/39 | DWS                                  | Nederland                            | Eerste klasse West I                 | 16                                   | 3                                    | –                                    | 0                                    | 0                                    | 0                                    | 8                                    | 2                                    | 24                                   | 5                                    |
| 1939/40 | DWS                                  | Nederland                            | Eerste klasse West I                 | 15                                   | 5                                    | –                                    | 0                                    | 0                                    | 0                                    | 0                                    | 0                                    | 15                                   | 5                                    |
| 1940/41 | DWS                                  | Nederland                            | Eerste klasse West I                 | 13                                   | 2                                    | –                                    | 0                                    | 0                                    | 0                                    | 0                                    | 0                                    | 13                                   | 2                                    |
| 1941/42 | FC Hilversum                         | Nederland                            | Tweede klasse B West I               | –                                    | –                                    | –                                    | 0                                    | 0                                    | 0                                    | 0                                    | 0                                    | 0                                    | 0                                    |
| 1942/43 | FC Hilversum                         | Nederland                            | Tweede klasse B West I               | –                                    | –                                    | –                                    | 0                                    | 0                                    | 0                                    | 0                                    | 0                                    | 0                                    | 0                                    |
| 1943/44 | Niet gespeeld vanwege Arbeitseinsatz | Niet gespeeld vanwege Arbeitseinsatz | Niet gespeeld vanwege Arbeitseinsatz | Niet gespeeld vanwege Arbeitseinsatz | Niet gespeeld vanwege Arbeitseinsatz | Niet gespeeld vanwege Arbeitseinsatz | Niet gespeeld vanwege Arbeitseinsatz | Niet gespeeld vanwege Arbeitseinsatz | Niet gespeeld vanwege Arbeitseinsatz | Niet gespeeld vanwege Arbeitseinsatz | Niet gespeeld vanwege Arbeitseinsatz | Niet gespeeld vanwege Arbeitseinsatz | Niet gespeeld vanwege Arbeitseinsatz |
| 1944/45 | Geen competitie                      | Geen competitie                      | Geen competitie                      | Geen competitie                      | Geen competitie                      | Geen competitie                      | Geen competitie                      | Geen competitie                      | Geen competitie                      | Geen competitie                      | Geen competitie                      | Geen competitie                      | Geen competitie                      |
| 1945/46 | DWS                                  | Nederland                            | Eerste klasse West II                | 11                                   | 1                                    | –                                    | 0                                    | 0                                    | 0                                    | 0                                    | 0                                    | 11                                   | 1                                    |
| 1946/47 | DWS                                  | Nederland                            | Eerste klasse West I                 | 20                                   | 2                                    | –                                    | 0                                    | 0                                    | 0                                    | 0                                    | 0                                    | 20                                   | 2                                    |
| 1947/48 | DWS                                  | Nederland                            | Eerste klasse West II                | 20                                   | 2                                    | –                                    | 0                                    | 0                                    | 0                                    | 0                                    | 0                                    | 20                                   | 2                                    |
| 1948/49 | DWS                                  | Nederland                            | Eerste klasse West II                | 17                                   | 0                                    | –                                    | 0                                    | 0                                    | 0                                    | 0                                    | 0                                    | 17                                   | 0                                    |
| 1949/50 | DWS                                  | Nederland                            | Eerste klasse West II                | 14                                   | 1                                    | –                                    | 0                                    | 0                                    | 0                                    | 0                                    | 0                                    | 14                                   | 1                                    |
| 1950/51 | DWS                                  | Nederland                            | Eerste klasse B                      | 21                                   | 1                                    | –                                    | 0                                    | 0                                    | 0                                    | 9                                    | 1                                    | 30                                   | 2                                    |
| 1951/52 | DWS                                  | Nederland                            | Eerste klasse A                      | 19                                   | 0                                    | –                                    | 0                                    | 0                                    | 0                                    | 0                                    | 0                                    | 19                                   | 0                                    |
| 1952/53 | DWS                                  | Nederland                            | Eerste klasse B                      | 26                                   | 4                                    | –                                    | 0                                    | 0                                    | 0                                    | 0                                    | 0                                    | 26                                   | 4                                    |
| 1953/54 | DWS                                  | Nederland                            | Eerste klasse A                      | 17                                   | 0                                    | –                                    | 0                                    | 0                                    | 0                                    | 7                                    | 1                                    | 24                                   | 1                                    |
| 1954/55 | DWS                                  | Nederland                            | Eerste klasse A (afgebroken)         | 0                                    | 0                                    | –                                    | –                                    | 0                                    | 0                                    | 0                                    | 0                                    | 0                                    | 0                                    |
| 1954/55 | DWS                                  | Nederland                            | Eerste klasse B                      | 8                                    | 1                                    | –                                    | –                                    | 0                                    | 0                                    | 0                                    | 0                                    | 8                                    | 1                                    |
| 1955/56 | BVC Amsterdam                        | Nederland                            | Hoofdklasse A                        | 29                                   | 0                                    | –                                    | –                                    | 0                                    | 0                                    | 0                                    | 0                                    | 29                                   | 0                                    |
| 1956/57 | BVC Amsterdam                        | Nederland                            | Eredivisie                           | 33                                   | 0                                    | –                                    | 0                                    | 0                                    | 0                                    | 0                                    | 0                                    | 33                                   | 0                                    |
| Totaal  | Totaal                               | Totaal                               | Totaal                               | 291                                  | 31                                   | 0                                    | 0                                    | 0                                    | 0                                    | 32                                   | 6                                    | 323                                  | 37                                   |